# Эдуард VI
Эдуа́рд VI (англ. Edward VI, 12 октября 1537 — 6 июля 1553) — король Англии и Ирландии с 28 января 1547, сын Генриха VIII. Родился от третьего брака короля с Джейн Сеймур; мать умерла вскоре после его рождения от родильной горячки. Вступил на престол в возрасте девяти лет под опекой дяди по матери, Эдуарда Сеймура, 1-го герцога Сомерсета, после его опалы (1549) за влияние на юного короля соперничал ряд других претендентов на пост регента.
Эдуард подробно интересовался всеми государственными делами и был убеждённым протестантом. Был хорошо образован: знал латынь, греческий и французский языки, переводил с греческого. К его правлению относится выработка протестантского катехизиса и второе издание «Книги молитв», ставших обязательными в соответствии с «Актами о единообразии». Также некоторые реформы богослужения, близкие к лютеранству (в отличие от возобладавших впоследствии в англиканстве при Елизавете I черт, более компромиссных по отношению к католицизму). Введение нового молитвенника вызвало восстание в Корнуолле и Девоне, жестоко подавленное впоследствии. Религиозные реформы Эдуарда были свёрнуты после его смерти королевой Марией I, ярой католичкой, однако после вступления на престол Елизаветы I они легли в основу догматов и обрядов англиканской церкви.
Умер от туберкулёза или пневмонии на 16-м году жизни после долгой болезни, имея время распорядиться дальнейшим наследованием престола. Своей наследницей по настоянию Джона Дадли, 1-го герцога Нортумберленда, он назначил леди Джейн Грей, правнучку Генриха VII, исключив из круга претендентов своих старших сестёр Марию и Елизавету. Однако народ не принял леди Джейн. Её правление длилось лишь девять дней, по прошествии которых она и её семья, а также Дадли были арестованы по обвинению в государственной измене. Так закончился кризис престолонаследия 1553 года в Англии. Королевой стала Мария.

## Детство

### Рождение
Принц Эдуард родился 12 октября 1537 года в резиденции Хэмптон-корт, Мидлсекс. Он был сыном короля Генриха VIII и его третьей жены Джейн Сеймур. Во всём королевстве люди встречали новость о рождении наследника мужского пола, «которого ждали так долго», с радостью и облегчением. Джейн, быстро оправившись после родов, разослала заранее подготовленные письма, извещающие о рождении «принца, зачатого в законном браке между Его Величеством королём и нами». Эдуард был крещён 15 октября. В таинстве крещения принимали участие его единокровные сёстры: леди Елизавета несла миро, а леди Мария стала его крёстной матерью. Эдуард был провозглашён герцогом Корнуольским и графом Честером. 23 октября Джейн Сеймур почувствовала недомогание, вероятно, послеродовые осложнения и умерла в ночь на 24 октября. Генрих VIII писал Франциску I: «Божественное провидение … смешало мою радость пополам с горем, ибо умерла та, что подарила мне счастье».

### Воспитание и образование
С рождения Эдуард был здоровым и сильным мальчиком. Его отец восторгался им, так, в мае 1538 года Генрих заметил: «Держа его на руках и стоя с ним у окна… Это захватывающее зрелище и великое утешение для народа». В сентябре лорд-канцлер Томас Одли сообщал о быстром физическом и умственном развитии Эдуарда, другие источники также описывают его высокорослым и весёлым ребёнком. Традиционное мнение о том, что Эдуард рос болезненным, было поставлено под сомнение современными историками. В возрасте 4 лет он заболел опасной для жизни «четырёхдневной лихорадкой». Однако, несмотря на случавшиеся болезни и плохое зрение, Эдуард обладал отменным здоровьем вплоть до последних 6 месяцев своей жизни.
Изначально попечительство над Эдуардом было доверено Маргарет Брайан, затем её сменила Бланш Герберт. Как позднее писал Эдуард в своих «Хрониках», до 6 лет он воспитывался «среди женщин». Королевский двор Эдуарда был изначально под управлением Уильяма Сидни, а затем Ричарда Пейджа, отчима жены Эдуарда Сеймура, Энн Стэнхоуп. В доме своего сына Генрих требовал исключительных стандартов безопасности и чистоты, подчеркивая это, он называл Эдуарда «самой большой драгоценностью во всем королевстве». Посетители отмечали, что принц был щедро обеспечен игрушками и удобствами, в том числе у него была собственная труппа менестрелей.
Когда Эдуарду исполнилось 6 лет, Ричард Кокс и Джон Чеке продолжили его обучение. Как вспоминал Эдуард, главный упор в обучении делался на «изучение языков священного писания, философии, и на все либеральные науки»; . Наставники Елизаветы, Роджер Ашем и Жан Бальман, обучали его французскому, испанскому и итальянскому языкам. Кроме того, он изучал геометрию и учился играть на музыкальных инструментах, в том числе на лютне и вёрджинеле. Эдуард собирал глобусы и карты и демонстрировал хорошее понимание финансовой системы. Религиозное обучение Эдуарда происходило в протестантском ключе . Направление его религиозного обучения скорее всего было определено архиепископом Томасом Кранмером, одним из лидеров реформации. Его наставники Ричард Кокс и Джон Чеке по своим религиозным взглядам были близки к Эразму Роттердамскому и во времена правления Марии оказались в изгнании. В 1549 году Эдуард написал трактат о Папе Римском как об Антихристе, где показал свою осведомлённость в религиозных спорах. Множество религиозных проявлений Эдуарда в раннем возрасте по существу были католическими. Например, он принимал участие в мессе и испытывал благоговение перед изображениями и мощами святых.
Обе сестры Эдуарда были внимательны к своему брату и часто посещали его. Во время одной из таких встреч Елизавета подарила ему рубашку «собственной работы». В 1546 году Эдуард писал Марии: «Я люблю тебя больше всего». В 1543 году Генрих пригласил своих детей провести Рождество вместе с ним, тем самым показывая свое примирение с ранее отвергнутыми дочерьми. Следующей весной он восстановил их в правах престолонаследования, подписав третий акт о престолонаследии, который также определял регентский совет до момента совершеннолетия Эдуарда. Во многом эта непривычная семейная гармония была обязана влиянию новой жены Генриха Екатерины Парр, которую Эдуард вскоре полюбил. Он называл её «дражайшая матушка» и в сентябре 1546 писал ей: «Я получил так много хорошего от вас, что мой ум просто не в состоянии этого понять».
Эдуард обучался совместно с другими сыновьями знати. Среди них был Барнаби Фицпатрик, сын ирландского пэра, который стал Эдуарду близким и надёжным другом. Эдуард был больше предан своей учёбе, чем его одноклассники, и, кажется, хотел затмить их, мотивируемый своим «долгом» и попытками превзойти академическую доблесть своей сестры Елизаветы. Покои и личные вещи Эдуарда были по-королевски великолепны: его комнаты были украшены дорогими фламандскими гобеленами, а его одежды, книги и столовые приборы были инкрустированы драгоценными камнями и золотом. Подобно своему отцу, Эдуард интересовался военными искусствами. Множество портретов Эдуарда изображают его держащим золотой кинжал с рукоятью, украшенной драгоценными камнями, в подражание своему отцу. «Хроники» Эдуарда в подробностях и с энтузиазмом описывают военные кампании против Шотландии и Франции.

### «Грубые ухаживания»
1 июля 1543 года Генрих VIII подписал Гринвичский договор с Шотландией. Данный мирный договор предполагал обручение Эдуарда с семимесячной Марией Стюарт. После поражения в битве при Солуэй-Моссе в ноябре 1542 года позиции шотландцев были слабы, и Генрих, стремясь объединить два королевства, настоял на том, чтобы Мария была передана ему на воспитание в Англию. Когда шотландцы в декабре 1543 года аннулировали договор и возобновили свой альянс с Францией, Генрих был взбешён. В апреле 1544 года он приказал Эдуарду Сеймуру вторгнуться в Шотландию и «предать всё огню и мечу, сжечь Эдинбург, и после того, как всё будет разграблено и отнято всё, что сможете собрать, сотрите его с лица земли. В напоминание о возмездии Бога, обрушившимся на них за их ложь и предательство». Сеймур провёл самую жестокую военную кампанию, которую когда-либо начинали англичане против шотландцев. Война, которая продолжилась и во время правления Эдуарда, получила название «Грубые ухаживания».

## Вступление на престол
В 9-летнем возрасте 10 января 1547 года Эдуард написал письмо своему отцу и мачехе из Хартфорда, в котором благодарил за новогодний подарок — их портреты. 28 января 1547 года Генрих VIII скончался. Приближённые к трону, возглавляемые Эдуардом Сеймуром и Уильямом Пэджетом, договорились о том, что они не будут объявлять о кончине короля, пока все договоренности, касающиеся престолонаследия, не будут улажены. Сеймур и конюший Энтони Браун отправились в Хартфорд для того, чтобы перевезти Эдуарда в Энфилд, где жила Елизавета. Им сообщили о смерти их отца и зачитали его завещание.
Лорд-канцлер, Томас Ризли, 31 января сообщил парламенту о смерти Генриха и о наследовании престола Эдуардом. Новый король был перевезён в Тауэр, где его приветствовали пушечными выстрелами как из башен Тауэра, так и с кораблей. На следующий день знать королевства присягнула Эдуарду, а Сеймур был назначен регентом. Генрих VIII был погребён в Виндзоре 16 февраля в одной гробнице с Джейн Сеймур, как сам того и желал.
Четыре дня спустя, в воскресенье 20 февраля, Эдуард VI был коронован в Вестминстерском аббатстве. Церемония была сокращена, отчасти потому, что «король находился в столь нежном возрасте», отчасти потому, что Реформация находила некоторые элементы церемонии неприемлемыми.
Накануне коронации Эдуард проехал верхом из Вестминстерского дворца сквозь толпы людей и театрализованных представлений. Множество этих представлений были посвящены предыдущему королю-мальчику Генриху VI. Он смеялся над испанским канатоходцем, который «кувыркался и играл во множество интересных игрушек» рядом со старым собором Святого Павла.
Во время коронации Кранмер подтвердил действие Акта о супрематии и назвал Эдуарда вторым Иосией, призывая его продолжить реформирование англиканской церкви. После церемонии Эдуард принял участие в банкете в его честь в Вестминстер-холле, где, согласно его Хроникам, он ужинал с короной на голове.

## Регентский совет
Генрих VIII в своем завещании назначил 16 душеприказчиков, которые должны были быть советом при Эдуарде до того как ему исполнится восемнадцать. Кроме того, дополнительно было определённо 12 советников, которые при необходимости должны были помогать душеприказчикам. Окончательная версия завещания Генриха VIII являлась предметов споров. Некоторые историки предполагают, что приближённые к королю манипулировали либо самим Генрихом, либо его завещанием, с целью получить преимущества при распределении светской и религиозной властей. В результате этих манипуляций к концу 1546 года состав Тайного Совета изменился в пользу фракции реформаторов. Кроме того два ведущих консерватора были исключены из Тайного Совета.
Стивену Гардинеру было отказано в доступе к Генриху в течение последних месяцев его жизни. Томас Говард, герцог Норфолк был обвинён в измене. Его обширные владения за день до смерти короля были конфискованы и перераспределены. Всё правление Эдуарда он провёл в Тауэре.
Другие историки утверждают, что отстранение Гардинера не было связано с религиозными вопросами, а герцог Норфолк не был консервативен в религии. Кроме того, они утверждают, что консерваторы сохранили свои позиции в Совете, и утверждение о радикализме таких людей, как Энтони Денни, который контролировал «сухую печать» с подписью короля, спорно.
В любом случае, смерть Генриха сопровождалась щедрыми подарками в виде земель и почестей новой группе власти. Завещание содержало пункт о «невыполненных подарках», добавленный в последний момент, который позволял исполнителям свободно распределять земли и почести себе и придворным, особенно Эдварду Сомерсету, 1-му графу Хартфорда, дяде нового короля, который стал Лордом-протектором Королевства, Наставником Короля и Герцогом Сомерсета.
Фактически, завещание Генриха VIII не предусматривало назначение Протектора. Оно поручало управление королевством в период малолетства его сына регентскому совету, который должен был управлять коллегиально, принимая решения большинством голосов, с «равной и одинаковой ответственностью». Тем не менее, вскоре после смерти Генриха, 4 февраля, душеприказчики решили почти целиком передать королевскую власть Герцогу Сомерсету. Тринадцать из шестнадцати душеприказчиков (остальные отсутствовали) согласились назначить его Протектором. Они обосновывали как свое совместное решение «по власти» завещания Генриха. Возможно, Сомерсет заключил сделку с некоторыми из исполнителей, почти все из которых получили денежные подарки. Достоверно известно, что он заключил сделку с Уильямом Пагетом, личным секретарем Генриха VIII, а также заручился поддержкой сэра Антони Брауна из Тайной Палаты.
Назначение Сомерсета имело исторические прецеденты. Дяди короля назначались Протекторами в 1422 и 1483 годах в периоды малолетства Генриха VI и Эдуарда V. Соответствие этой роли подкреплялось его военными успехами в Шотландии и Франции. В марте 1547 года он получил Патентные грамоты от короля Эдуарда, предоставляющие ему почти монархическое право назначать членов Тайной Палаты самостоятельно и советоваться с ними только по своему усмотрению. По словам историка Джеффри Элтона, «с этого момента его автократическая система была завершена». Тайная палата занималась лишь утверждением его указов.
Сомерсет захватил власть гладко и эффективно. Посол Священной Римской империи Франсуа ван дер Дельфт сообщал, что он «абсолютно управляет всем», а Паджет действует как его секретарь, хотя посол ожидал неприятности со стороны Джона Дадли, виконта Лайла, которого недавно повысили до графа Уорика при распределении почетных званий. Фактически, в первые недели Протектората, Сомерсету бросили вызов лишь канцлер Томас Райотсли, и его собственный брат. Райотсли, религиозный консерватор, возражал против предполагаемого Сомерсетом монархического контроля над советом. В итоге он был освобожден от должности канцлера по обвинению в продаже некоторых своих должностей делегатам.
В октябре 1549 года Эдуард Сеймур был свергнут и в 1552 году казнён. В дневнике юного короля есть запись о дне казни Сеймура, где он достаточно буднично описывает смерть родного дяди: «Герцогу Сомерсету отрубили голову на Тауэр-Хилле между 8 и 9 часами утра».

## Болезнь и смерть
Эдуард заболел в январе 1553 года. В апреле наступило временное улучшение. К первому июля, когда он в последний раз появился на публике, глядя в окошко, подросток был худ и истощён, испытывал проблемы с дыханием. Эдуард VI умер 6 июля 1553 года. Тело было вскрыто, и хирург заявил о болезни лёгких как причине смерти. Возможно, речь шла о туберкулёзе или пневмонии, ходили также слухи об отравлении, которые сопровождали практически все смерти королей и принцев в XVI веке.

## Родословная
|  |  |                        |                        |                        |                        |                          |                          |                          |                          |                          |                          |                         |                         |                           |                           |                           |                           |                            |                            |                            |                            |                                      |                                      |                                      |                                      |                                      |                                      |                        |                        |                        |                        |                       |                       |                       |                       |  |  |                                |                                |                                |                                | Генрих VII 1457—1509           | Генрих VII 1457—1509           | Генрих VII 1457—1509 | Генрих VII 1457—1509 | Генрих VII 1457—1509  | Генрих VII 1457—1509  |                       |                       | Елизавета Йоркская 1466—1503 | Елизавета Йоркская 1466—1503 | Елизавета Йоркская 1466—1503 | Елизавета Йоркская 1466—1503 | Елизавета Йоркская 1466—1503 | Елизавета Йоркская 1466—1503 |                          |                          |                          |                          |                     |                     |                           |                           |                           |                           |                           |                           |                           |                           |                           |                           |                         |                         |                         |                         |                       |                       |                         |                         |                         |                         |                             |                             |                             |                             |                              |                              |                              |                              |                              |                              |                          |                          |                          |                          |  |  |
|  |  |                        |                        |                        |                        |                          |                          |                          |                          |                          |                          |                         |                         |                           |                           |                           |                           |                            |                            |                            |                            |                                      |                                      |                                      |                                      |                                      |                                      |                        |                        |                        |                        |                       |                       |                       |                       |  |  |                                |                                |                                |                                | Генрих VII 1457—1509           | Генрих VII 1457—1509           | Генрих VII 1457—1509 | Генрих VII 1457—1509 | Генрих VII 1457—1509  | Генрих VII 1457—1509  |                       |                       | Елизавета Йоркская 1466—1503 | Елизавета Йоркская 1466—1503 | Елизавета Йоркская 1466—1503 | Елизавета Йоркская 1466—1503 | Елизавета Йоркская 1466—1503 | Елизавета Йоркская 1466—1503 |                          |                          |                          |                          |                     |                     |                           |                           |                           |                           |                           |                           |                           |                           |                           |                           |                         |                         |                         |                         |                       |                       |                         |                         |                         |                         |                             |                             |                             |                             |                              |                              |                              |                              |                              |                              |                          |                          |                          |                          |  |  |
|  |  |                        |                        |                        |                        |                          |                          |                          |                          |                          |                          |                         |                         |                           |                           |                           |                           |                            |                            |                            |                            |                                      |                                      |                                      |                                      |                                      |                                      |                        |                        |                        |                        |                       |                       |                       |                       |  |  |                                |                                |                                |                                |                                |                                |                      |                      |                       |                       |                       |                       |                              |                              |                              |                              |                              |                              |                          |                          |                          |                          |                     |                     |                           |                           |                           |                           |                           |                           |                           |                           |                           |                           |                         |                         |                         |                         |                       |                       |                         |                         |                         |                         |                             |                             |                             |                             |                              |                              |                              |                              |                              |                              |                          |                          |                          |                          |  |  |
|  |  |                        |                        |                        |                        |                          |                          |                          |                          |                          |                          |                         |                         |                           |                           |                           |                           |                            |                            |                            |                            |                                      |                                      |                                      |                                      |                                      |                                      |                        |                        |                        |                        |                       |                       |                       |                       |  |  |                                |                                |                                |                                |                                |                                |                      |                      |                       |                       |                       |                       |                              |                              |                              |                              |                              |                              |                          |                          |                          |                          |                     |                     |                           |                           |                           |                           |                           |                           |                           |                           |                           |                           |                         |                         |                         |                         |                       |                       |                         |                         |                         |                         |                             |                             |                             |                             |                              |                              |                              |                              |                              |                              |                          |                          |                          |                          |  |  |
|  |  |                        |                        |                        |                        | Яков IV Стюарт 1473—1513 | Яков IV Стюарт 1473—1513 | Яков IV Стюарт 1473—1513 | Яков IV Стюарт 1473—1513 | Яков IV Стюарт 1473—1513 | Яков IV Стюарт 1473—1513 |                         |                         | Маргарита Тюдор 1489—1541 | Маргарита Тюдор 1489—1541 | Маргарита Тюдор 1489—1541 | Маргарита Тюдор 1489—1541 | Маргарита Тюдор 1489—1541  | Маргарита Тюдор 1489—1541  |                            |                            | Арчибальд Дуглас 1489—1557           | Арчибальд Дуглас 1489—1557           | Арчибальд Дуглас 1489—1557           | Арчибальд Дуглас 1489—1557           | Арчибальд Дуглас 1489—1557           | Арчибальд Дуглас 1489—1557           |                        |                        | Артур Тюдор 1486—1502  | Артур Тюдор 1486—1502  | Артур Тюдор 1486—1502 | Артур Тюдор 1486—1502 | Артур Тюдор 1486—1502 | Артур Тюдор 1486—1502 |  |  | Екатерина Арагонская 1485—1536 | Екатерина Арагонская 1485—1536 | Екатерина Арагонская 1485—1536 | Екатерина Арагонская 1485—1536 | Екатерина Арагонская 1485—1536 | Екатерина Арагонская 1485—1536 |                      |                      | Генрих VIII 1491—1547 | Генрих VIII 1491—1547 | Генрих VIII 1491—1547 | Генрих VIII 1491—1547 | Генрих VIII 1491—1547        | Генрих VIII 1491—1547        |                              |                              | Анна Болейн ок.1507—1536     | Анна Болейн ок.1507—1536     | Анна Болейн ок.1507—1536 | Анна Болейн ок.1507—1536 | Анна Болейн ок.1507—1536 | Анна Болейн ок.1507—1536 |                     |                     | Джейн Сеймур ок.1508—1537 | Джейн Сеймур ок.1508—1537 | Джейн Сеймур ок.1508—1537 | Джейн Сеймур ок.1508—1537 | Джейн Сеймур ок.1508—1537 | Джейн Сеймур ок.1508—1537 |                           |                           |                           |                           |                         |                         | Мария Тюдор 1496—1533   | Мария Тюдор 1496—1533   | Мария Тюдор 1496—1533 | Мария Тюдор 1496—1533 | Мария Тюдор 1496—1533   | Мария Тюдор 1496—1533   |                         |                         | Чарльз Брэндон ок.1484—1545 | Чарльз Брэндон ок.1484—1545 | Чарльз Брэндон ок.1484—1545 | Чарльз Брэндон ок.1484—1545 | Чарльз Брэндон ок.1484—1545  | Чарльз Брэндон ок.1484—1545  |                              |                              |                              |                              |                          |                          |                          |                          |  |  |
|  |  |                        |                        |                        |                        | Яков IV Стюарт 1473—1513 | Яков IV Стюарт 1473—1513 | Яков IV Стюарт 1473—1513 | Яков IV Стюарт 1473—1513 | Яков IV Стюарт 1473—1513 | Яков IV Стюарт 1473—1513 |                         |                         | Маргарита Тюдор 1489—1541 | Маргарита Тюдор 1489—1541 | Маргарита Тюдор 1489—1541 | Маргарита Тюдор 1489—1541 | Маргарита Тюдор 1489—1541  | Маргарита Тюдор 1489—1541  |                            |                            | Арчибальд Дуглас 1489—1557           | Арчибальд Дуглас 1489—1557           | Арчибальд Дуглас 1489—1557           | Арчибальд Дуглас 1489—1557           | Арчибальд Дуглас 1489—1557           | Арчибальд Дуглас 1489—1557           |                        |                        | Артур Тюдор 1486—1502  | Артур Тюдор 1486—1502  | Артур Тюдор 1486—1502 | Артур Тюдор 1486—1502 | Артур Тюдор 1486—1502 | Артур Тюдор 1486—1502 |  |  | Екатерина Арагонская 1485—1536 | Екатерина Арагонская 1485—1536 | Екатерина Арагонская 1485—1536 | Екатерина Арагонская 1485—1536 | Екатерина Арагонская 1485—1536 | Екатерина Арагонская 1485—1536 |                      |                      | Генрих VIII 1491—1547 | Генрих VIII 1491—1547 | Генрих VIII 1491—1547 | Генрих VIII 1491—1547 | Генрих VIII 1491—1547        | Генрих VIII 1491—1547        |                              |                              | Анна Болейн ок.1507—1536     | Анна Болейн ок.1507—1536     | Анна Болейн ок.1507—1536 | Анна Болейн ок.1507—1536 | Анна Болейн ок.1507—1536 | Анна Болейн ок.1507—1536 |                     |                     | Джейн Сеймур ок.1508—1537 | Джейн Сеймур ок.1508—1537 | Джейн Сеймур ок.1508—1537 | Джейн Сеймур ок.1508—1537 | Джейн Сеймур ок.1508—1537 | Джейн Сеймур ок.1508—1537 |                           |                           |                           |                           |                         |                         | Мария Тюдор 1496—1533   | Мария Тюдор 1496—1533   | Мария Тюдор 1496—1533 | Мария Тюдор 1496—1533 | Мария Тюдор 1496—1533   | Мария Тюдор 1496—1533   |                         |                         | Чарльз Брэндон ок.1484—1545 | Чарльз Брэндон ок.1484—1545 | Чарльз Брэндон ок.1484—1545 | Чарльз Брэндон ок.1484—1545 | Чарльз Брэндон ок.1484—1545  | Чарльз Брэндон ок.1484—1545  |                              |                              |                              |                              |                          |                          |                          |                          |  |  |
|  |  |                        |                        |                        |                        |                          |                          |                          |                          |                          |                          |                         |                         |                           |                           |                           |                           |                            |                            |                            |                            |                                      |                                      |                                      |                                      |                                      |                                      |                        |                        |                        |                        |                       |                       |                       |                       |  |  |                                |                                |                                |                                |                                |                                |                      |                      |                       |                       |                       |                       |                              |                              |                              |                              |                              |                              |                          |                          |                          |                          |                     |                     |                           |                           |                           |                           |                           |                           |                           |                           |                           |                           |                         |                         |                         |                         |                       |                       |                         |                         |                         |                         |                             |                             |                             |                             |                              |                              |                              |                              |                              |                              |                          |                          |                          |                          |  |  |
|  |  |                        |                        |                        |                        |                          |                          |                          |                          |                          |                          |                         |                         |                           |                           |                           |                           |                            |                            |                            |                            |                                      |                                      |                                      |                                      |                                      |                                      |                        |                        |                        |                        |                       |                       |                       |                       |  |  |                                |                                |                                |                                |                                |                                |                      |                      |                       |                       |                       |                       |                              |                              |                              |                              |                              |                              |                          |                          |                          |                          |                     |                     |                           |                           |                           |                           |                           |                           |                           |                           |                           |                           |                         |                         |                         |                         |                       |                       |                         |                         |                         |                         |                             |                             |                             |                             |                              |                              |                              |                              |                              |                              |                          |                          |                          |                          |  |  |
|  |  | Мария де Гиз 1515—1560 | Мария де Гиз 1515—1560 | Мария де Гиз 1515—1560 | Мария де Гиз 1515—1560 | Мария де Гиз 1515—1560   | Мария де Гиз 1515—1560   |                          |                          | Яков V Стюарт 1512—1542  | Яков V Стюарт 1512—1542  | Яков V Стюарт 1512—1542 | Яков V Стюарт 1512—1542 | Яков V Стюарт 1512—1542   | Яков V Стюарт 1512—1542   |                           |                           | Маргарита Дуглас 1515—1578 | Маргарита Дуглас 1515—1578 | Маргарита Дуглас 1515—1578 | Маргарита Дуглас 1515—1578 | Маргарита Дуглас 1515—1578           | Маргарита Дуглас 1515—1578           |                                      |                                      | Мэтью Стюарт 1516—1571               | Мэтью Стюарт 1516—1571               | Мэтью Стюарт 1516—1571 | Мэтью Стюарт 1516—1571 | Мэтью Стюарт 1516—1571 | Мэтью Стюарт 1516—1571 |                       |                       |                       |                       |  |  |                                |                                |                                |                                | Мария I 1516—1558              | Мария I 1516—1558              | Мария I 1516—1558    | Мария I 1516—1558    | Мария I 1516—1558     | Мария I 1516—1558     |                       |                       | Елизавета I 1533—1603        | Елизавета I 1533—1603        | Елизавета I 1533—1603        | Елизавета I 1533—1603        | Елизавета I 1533—1603        | Елизавета I 1533—1603        |                          |                          | Эдуард VI 1537—1553      | Эдуард VI 1537—1553      | Эдуард VI 1537—1553 | Эдуард VI 1537—1553 | Эдуард VI 1537—1553       | Эдуард VI 1537—1553       |                           |                           | Фрэнсис Брэндон 1517—1559 | Фрэнсис Брэндон 1517—1559 | Фрэнсис Брэндон 1517—1559 | Фрэнсис Брэндон 1517—1559 | Фрэнсис Брэндон 1517—1559 | Фрэнсис Брэндон 1517—1559 |                         |                         | Генри Грей 1517—1554    | Генри Грей 1517—1554    | Генри Грей 1517—1554  | Генри Грей 1517—1554  | Генри Грей 1517—1554    | Генри Грей 1517—1554    |                         |                         | Элеонора Брэндон 1519—1547  | Элеонора Брэндон 1519—1547  | Элеонора Брэндон 1519—1547  | Элеонора Брэндон 1519—1547  | Элеонора Брэндон 1519—1547   | Элеонора Брэндон 1519—1547   |                              |                              | Генри Клиффорд 1517—1570     | Генри Клиффорд 1517—1570     | Генри Клиффорд 1517—1570 | Генри Клиффорд 1517—1570 | Генри Клиффорд 1517—1570 | Генри Клиффорд 1517—1570 |  |  |
|  |  | Мария де Гиз 1515—1560 | Мария де Гиз 1515—1560 | Мария де Гиз 1515—1560 | Мария де Гиз 1515—1560 | Мария де Гиз 1515—1560   | Мария де Гиз 1515—1560   |                          |                          | Яков V Стюарт 1512—1542  | Яков V Стюарт 1512—1542  | Яков V Стюарт 1512—1542 | Яков V Стюарт 1512—1542 | Яков V Стюарт 1512—1542   | Яков V Стюарт 1512—1542   |                           |                           | Маргарита Дуглас 1515—1578 | Маргарита Дуглас 1515—1578 | Маргарита Дуглас 1515—1578 | Маргарита Дуглас 1515—1578 | Маргарита Дуглас 1515—1578           | Маргарита Дуглас 1515—1578           |                                      |                                      | Мэтью Стюарт 1516—1571               | Мэтью Стюарт 1516—1571               | Мэтью Стюарт 1516—1571 | Мэтью Стюарт 1516—1571 | Мэтью Стюарт 1516—1571 | Мэтью Стюарт 1516—1571 |                       |                       |                       |                       |  |  |                                |                                |                                |                                | Мария I 1516—1558              | Мария I 1516—1558              | Мария I 1516—1558    | Мария I 1516—1558    | Мария I 1516—1558     | Мария I 1516—1558     |                       |                       | Елизавета I 1533—1603        | Елизавета I 1533—1603        | Елизавета I 1533—1603        | Елизавета I 1533—1603        | Елизавета I 1533—1603        | Елизавета I 1533—1603        |                          |                          | Эдуард VI 1537—1553      | Эдуард VI 1537—1553      | Эдуард VI 1537—1553 | Эдуард VI 1537—1553 | Эдуард VI 1537—1553       | Эдуард VI 1537—1553       |                           |                           | Фрэнсис Брэндон 1517—1559 | Фрэнсис Брэндон 1517—1559 | Фрэнсис Брэндон 1517—1559 | Фрэнсис Брэндон 1517—1559 | Фрэнсис Брэндон 1517—1559 | Фрэнсис Брэндон 1517—1559 |                         |                         | Генри Грей 1517—1554    | Генри Грей 1517—1554    | Генри Грей 1517—1554  | Генри Грей 1517—1554  | Генри Грей 1517—1554    | Генри Грей 1517—1554    |                         |                         | Элеонора Брэндон 1519—1547  | Элеонора Брэндон 1519—1547  | Элеонора Брэндон 1519—1547  | Элеонора Брэндон 1519—1547  | Элеонора Брэндон 1519—1547   | Элеонора Брэндон 1519—1547   |                              |                              | Генри Клиффорд 1517—1570     | Генри Клиффорд 1517—1570     | Генри Клиффорд 1517—1570 | Генри Клиффорд 1517—1570 | Генри Клиффорд 1517—1570 | Генри Клиффорд 1517—1570 |  |  |
|  |  |                        |                        |                        |                        |                          |                          |                          |                          |                          |                          |                         |                         |                           |                           |                           |                           |                            |                            |                            |                            |                                      |                                      |                                      |                                      |                                      |                                      |                        |                        |                        |                        |                       |                       |                       |                       |  |  |                                |                                |                                |                                |                                |                                |                      |                      |                       |                       |                       |                       |                              |                              |                              |                              |                              |                              |                          |                          |                          |                          |                     |                     |                           |                           |                           |                           |                           |                           |                           |                           |                           |                           |                         |                         |                         |                         |                       |                       |                         |                         |                         |                         |                             |                             |                             |                             |                              |                              |                              |                              |                              |                              |                          |                          |                          |                          |  |  |
|  |  |                        |                        |                        |                        |                          |                          |                          |                          |                          |                          |                         |                         |                           |                           |                           |                           |                            |                            |                            |                            |                                      |                                      |                                      |                                      |                                      |                                      |                        |                        |                        |                        |                       |                       |                       |                       |  |  |                                |                                |                                |                                |                                |                                |                      |                      |                       |                       |                       |                       |                              |                              |                              |                              |                              |                              |                          |                          |                          |                          |                     |                     |                           |                           |                           |                           |                           |                           |                           |                           |                           |                           |                         |                         |                         |                         |                       |                       |                         |                         |                         |                         |                             |                             |                             |                             |                              |                              |                              |                              |                              |                              |                          |                          |                          |                          |  |  |
|  |  |                        |                        |                        |                        | Мария Стюарт 1542—1587   | Мария Стюарт 1542—1587   | Мария Стюарт 1542—1587   | Мария Стюарт 1542—1587   | Мария Стюарт 1542—1587   | Мария Стюарт 1542—1587   |                         |                         |                           |                           |                           |                           |                            |                            |                            |                            | Генри Стюарт (лорд Дарнли) 1545—1567 | Генри Стюарт (лорд Дарнли) 1545—1567 | Генри Стюарт (лорд Дарнли) 1545—1567 | Генри Стюарт (лорд Дарнли) 1545—1567 | Генри Стюарт (лорд Дарнли) 1545—1567 | Генри Стюарт (лорд Дарнли) 1545—1567 |                        |                        |                        |                        |                       |                       |                       |                       |  |  |                                |                                |                                |                                |                                |                                |                      |                      |                       |                       |                       |                       |                              |                              |                              |                              |                              |                              |                          |                          |                          |                          |                     |                     | Джейн Грей ок.1537—1554   | Джейн Грей ок.1537—1554   | Джейн Грей ок.1537—1554   | Джейн Грей ок.1537—1554   | Джейн Грей ок.1537—1554   | Джейн Грей ок.1537—1554   |                           |                           | Катерина Грей 1540—1568   | Катерина Грей 1540—1568   | Катерина Грей 1540—1568 | Катерина Грей 1540—1568 | Катерина Грей 1540—1568 | Катерина Грей 1540—1568 |                       |                       | Мария Грей ок.1545—1578 | Мария Грей ок.1545—1578 | Мария Грей ок.1545—1578 | Мария Грей ок.1545—1578 | Мария Грей ок.1545—1578     | Мария Грей ок.1545—1578     |                             |                             | Маргарита Клиффорд 1540—1596 | Маргарита Клиффорд 1540—1596 | Маргарита Клиффорд 1540—1596 | Маргарита Клиффорд 1540—1596 | Маргарита Клиффорд 1540—1596 | Маргарита Клиффорд 1540—1596 |                          |                          |                          |                          |  |  |
|  |  |                        |                        |                        |                        | Мария Стюарт 1542—1587   | Мария Стюарт 1542—1587   | Мария Стюарт 1542—1587   | Мария Стюарт 1542—1587   | Мария Стюарт 1542—1587   | Мария Стюарт 1542—1587   |                         |                         |                           |                           |                           |                           |                            |                            |                            |                            | Генри Стюарт (лорд Дарнли) 1545—1567 | Генри Стюарт (лорд Дарнли) 1545—1567 | Генри Стюарт (лорд Дарнли) 1545—1567 | Генри Стюарт (лорд Дарнли) 1545—1567 | Генри Стюарт (лорд Дарнли) 1545—1567 | Генри Стюарт (лорд Дарнли) 1545—1567 |                        |                        |                        |                        |                       |                       |                       |                       |  |  |                                |                                |                                |                                |                                |                                |                      |                      |                       |                       |                       |                       |                              |                              |                              |                              |                              |                              |                          |                          |                          |                          |                     |                     | Джейн Грей ок.1537—1554   | Джейн Грей ок.1537—1554   | Джейн Грей ок.1537—1554   | Джейн Грей ок.1537—1554   | Джейн Грей ок.1537—1554   | Джейн Грей ок.1537—1554   |                           |                           | Катерина Грей 1540—1568   | Катерина Грей 1540—1568   | Катерина Грей 1540—1568 | Катерина Грей 1540—1568 | Катерина Грей 1540—1568 | Катерина Грей 1540—1568 |                       |                       | Мария Грей ок.1545—1578 | Мария Грей ок.1545—1578 | Мария Грей ок.1545—1578 | Мария Грей ок.1545—1578 | Мария Грей ок.1545—1578     | Мария Грей ок.1545—1578     |                             |                             | Маргарита Клиффорд 1540—1596 | Маргарита Клиффорд 1540—1596 | Маргарита Клиффорд 1540—1596 | Маргарита Клиффорд 1540—1596 | Маргарита Клиффорд 1540—1596 | Маргарита Клиффорд 1540—1596 |                          |                          |                          |                          |  |  |
|  |  |                        |                        |                        |                        |                          |                          |                          |                          |                          |                          |                         |                         |                           |                           |                           |                           |                            |                            |                            |                            |                                      |                                      |                                      |                                      |                                      |                                      |                        |                        |                        |                        |                       |                       |                       |                       |  |  |                                |                                |                                |                                |                                |                                |                      |                      |                       |                       |                       |                       |                              |                              |                              |                              |                              |                              |                          |                          |                          |                          |                     |                     |                           |                           |                           |                           |                           |                           |                           |                           |                           |                           |                         |                         |                         |                         |                       |                       |                         |                         |                         |                         |                             |                             |                             |                             |                              |                              |                              |                              |                              |                              |                          |                          |                          |                          |  |  |
|  |  |                        |                        |                        |                        |                          |                          |                          |                          |                          |                          |                         |                         | Яков VI Стюарт            |                           |                           |                           |                            |                            |                            |                            |                                      |                                      |                                      |                                      |                                      |                                      |                        |                        |                        |                        |                       |                       |                       |                       |  |  |                                |                                |                                |                                |                                |                                |                      |                      |                       |                       |                       |                       |                              |                              |                              |                              |                              |                              |                          |                          |                          |                          |                     |                     |                           |                           |                           |                           |                           |                           |                           |                           |                           |                           |                         |                         |                         |                         |                       |                       |                         |                         |                         |                         |                             |                             |                             |                             |                              |                              |                              |                              |                              |                              |                          |                          |                          |                          |  |  |

Примечания: Наследники Эдуарда VI по завещанию Генриха VIII:   первой очереди   второй очереди.   Скончавшиеся по 6 июля 1553 года включительно и их супруги  

## Эдуард VI в литературе
Литературную известность фигура малолетнего короля получила благодаря роману Марка Твена «Принц и нищий».

## В кинематографе и на телеэкране
- Бобби Маух в фильме «Принц и нищий» (США, 1937)
- Мария Барабанова в фильме «Принц и нищий» (СССР, 1942)
- Рекс Томпсон в фильме «Малышка Бесс» (США, 1953)
- Джейсон Кемп в телесериале «Елизавета: Королева английская» (Великобритания, 1971)
- Виктор Смирнов в фильме «Принц и нищий» (СССР, 1972)
- Николас Линдхёрст[англ.] в телесериале «Принц и нищий» (Великобритания, 1976)
- Марк Лестер в фильме «Принц и нищий» (США-Великобритания, 1977)
- Уоррен Шеир в фильме «Леди Джейн» (Великобритания, 1986)
- Филип Сарсон в телесериале «Принц и нищий» (Великобритания, 1996)
- Джонатан Тимминс в фильме «Принц и нищий» (Великобритания-Венгрия, 2000)
- Хью Митчелл в телесериале «Генрих VIII» (Великобритания, 2003)
- Эйн Мурта и Джейк Хэтэуэй в телесериале «Тюдоры» (США, Ирландия, Канада, 2007—2010)
- Оливер Зеттерстер в сериале Starz «Становление Елизаветы».